# Phạm Thị Ngọc Thạch
Phạm Thị Ngọc Thạch (tên thật là Nguyễn Phạm Thị Ngọc Thạch, sinh năm 1991 tại Vị Thanh, Hậu Giang) hay còn được biết đến với nghệ danh Ngọc Thạch, là một siêu mẫu nổi tiếng người Việt Nam. Cô đạt Giải vàng Siêu mẫu Việt Nam 2010 và đại diện Việt Nam tại Miss Model Of The World 2010, chung cuộc lọt Top 10.

## Tiểu sử
Ngọc Thạch năm nay 20 tuổi, luôn có ước mơ trở thành người mẫu.Sinh năm 1991 với chiều cao 1m75 và số đo hình thể khá chuẩn 80-60-90, Ngọc Thạch là gương mặt quen thuộc trong giới thời trang và đã tham gia khá nhiều chương trình thời trang lớn trong năm 2009 - 2010 như Đẹp Fashion Show, Đêm Thần Thoại của NTK Hoàng Hải và các chương trình của các nhãn hàng lớn. Xuất hiện khá nhiều trên các tạp chí thời trang, Ngọc Thạch có thế mạnh về khuôn mặt đẹp và phong cách trình diễn tốt. Là người mẫu ngoan hiền nhất trong giới người mẫu và là con cưng của cty Venus

## Sự nghiệp
Ngọc Thạch đã 3 lần liên tiếp tham dự giải Siêu mẫu Việt Nam nhưng luôn gặp khó khăn. Năm 2008, 2009 cô đều không đủ tuổi dự thi. Nhưng sang năm 2010, cô người mẫu có vẻ đẹp thuần hậu, thanh tú trẻ trung ấy đã sở hữu chiếc cúp vàng đầu tiên và được quyền tham dự Miss Model Of The World. Tại cuộc thi, Ngọc Thạch luôn tỏa sáng, được các chuyên gia bình chọn và kỳ vọng nhiều. Cô mang được thành tích cao là lọt vào top 10 và đạt giải Người mặc áo dạ hội đẹp nhất.
Thành công đó đã giúp Ngọc Thạch trở thành một chân dài 9X nổi tiếng trong làng giải trí Việt.
Năm 2011, cô nằm trong danh sách ứng viên đề cử của Công ty Truyền thông Thanh niên làm đại diện cho Việt Nam tại cuộc thi Hoa hậu Trái Đất. Nhưng do chưa đoạt bất kỳ danh hiệu ở một cuộc thi sắc đẹp nào trong nước nên cô đã không được Cục Nghệ thuật Biểu diễn cấp phép. 
Ngày 29 tháng 9 năm 2013, Ngọc Thạch đã đính hôn với thiếu gia Đỗ Bình Dương, và có ý định sau khi thành hôn sẽ sinh sống tại Hà Nội và không tham gia các hoạt động của làng giải trí nữa mà tập trung vào chăm sóc gia đình mới. Hiện cô đã là mẹ của hai con trai.

## Thành tích
- Giải vàng Siêu mẫu Việt Nam 2010
- Top 10 Miss Model Of The World 2010